# Partido Galeguista de Pontevedra
El Partido Galeguista de Pontevedra fue un partido político gallego constituido el 1 de junio de 1931 en la ciudad de Pontevedra.

## Fundación
Asistieron a su reunión fundacional Alfonso Castelao, Antón Iglesias Vilarelle, Alexandre Bóveda, Pedro Basanta del Río Rojo, Enrique Iglesias Rodríguez, Xaime Alfonsín Castrelos, Xavier e Francisco Gastañaduy Ozores, Eduardo Alexandro Ferrín, Xacobe Barral Otero, Xosé C. González, Sergio Sánchez Puga, Carlos García Cabezas, Lois Pintos Fonseca, Xosé Lino Sánchez, Xosé María Álvarez Gallego, Xosé Martínez Tiscar e Xoán Vidal Martínez.
El acta fundacional del Partido Galeguista de Pontevedra (Partido Galleguista de Pontevedra), que fue redactada el día primero de junio de 1931 refiere:

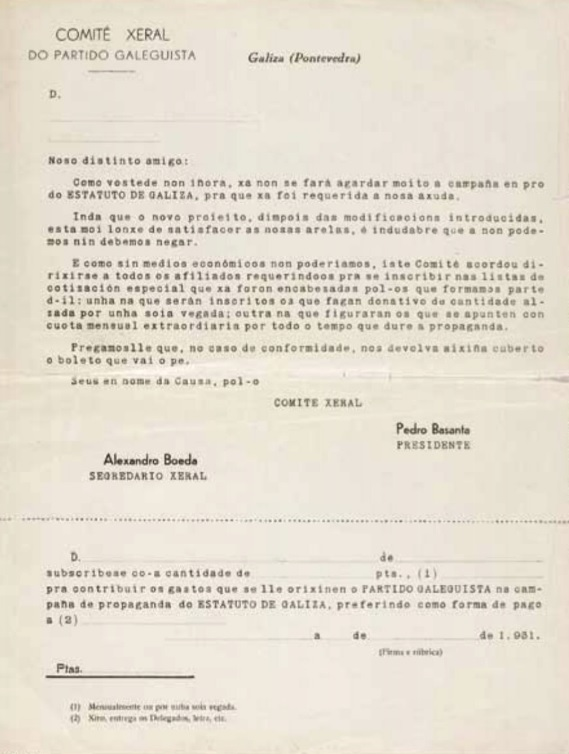
Circular del Partido Galleguista de Pontevedra 1931

En la ciudad de Pontevedra, a las ocho de la tarde del día primero de San Juan del año 1931 y en la planta baja de la casa número nueve de la calle Sarmiento 17, se reunieron los siguientes señores: Alfonso R. Castelao, Antón Iglesias Vilarelle, Alexandre Bóveda, Pedro Basanta del Río Rojo, Enrique Iglesias Rodríguez, Xaime Alfonsín Castrelos, Xavier e Francisco Gastañaduy Ozores, Eduardo Alexandro Ferrín, Xacobe Barral Otero, Xosé C. González, Sergio Sánchez Puga, Carlos García Cabezas, Lois Pintos Fonseca, Xosé Lino Sánchez, Xosé María Álvarez Gallego, Xosé Martínez Tiscar e Xoán Vidal Martínez.
El hermano Antón Iglesias Vilarelle explicó a los presentes que el objeto de la junta era darles cuenta de los estatutos que, con la firma de algunos de los asistentes fueron presentados en el Gobierno Civil para la constitución del Grupo Nacionalista Gallego de Pontevedra.
Seguidamente se procedió a la lectura de los mismos siendo aprobados por unanimidad. Y con arreglo a su artículo cuatro se efectuó la votación para nombrar las personas que han de formar el Consejo ejecutivo. Practicado el escrutinio resultaron ser:
Alfonso R. Castelao:Presidente
Antón Iglesias Vilarelle:Vicepresidente
Xoán Vidal Martínez:Secretario
Sergio Sánchez Puga:Depositario
Lois Pintos Fonseca:Bibliotecario
Sebastián González García y Carlos García Cabezas: Consejeros
Así constituido legalmente el grupo, se dio por terminada la reunión, acordando levantar esta acta que firman todos los presentes, y que el hermano secretario expida certificado de la misma para remitir al Gobierno Civil a los efectos legales...
'
Unos meses más tarde se decide cambiar el calificativo "Nacionalista Gallego" por el más siempre de "Galeguista", y así se integraron más adelante en el Partido Galeguista.